# Xenonová výbojka

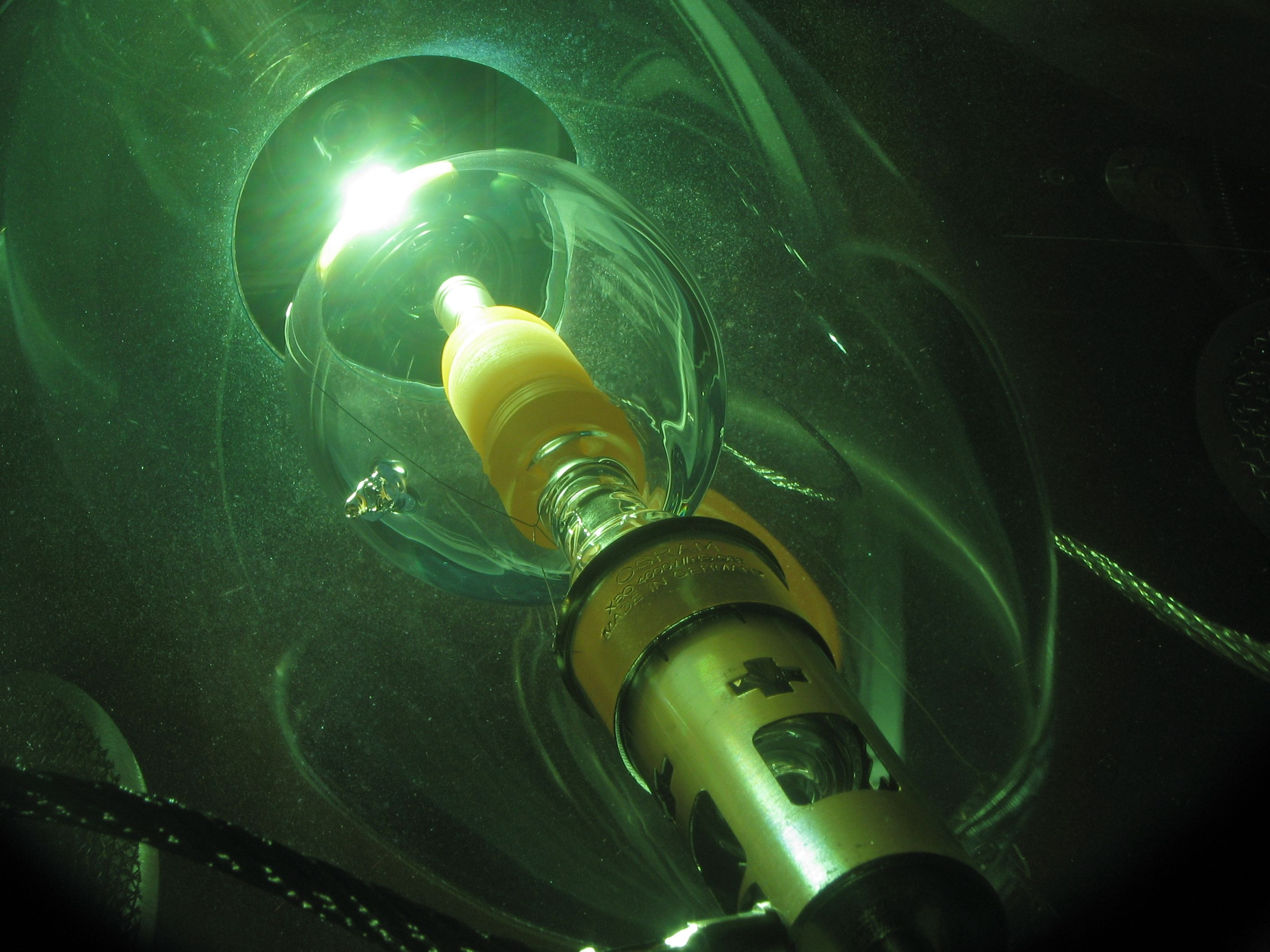
Xenonová výbojka za provozu, snímek byl pořízen přes kontrolní okénko lampové skříně projektoru

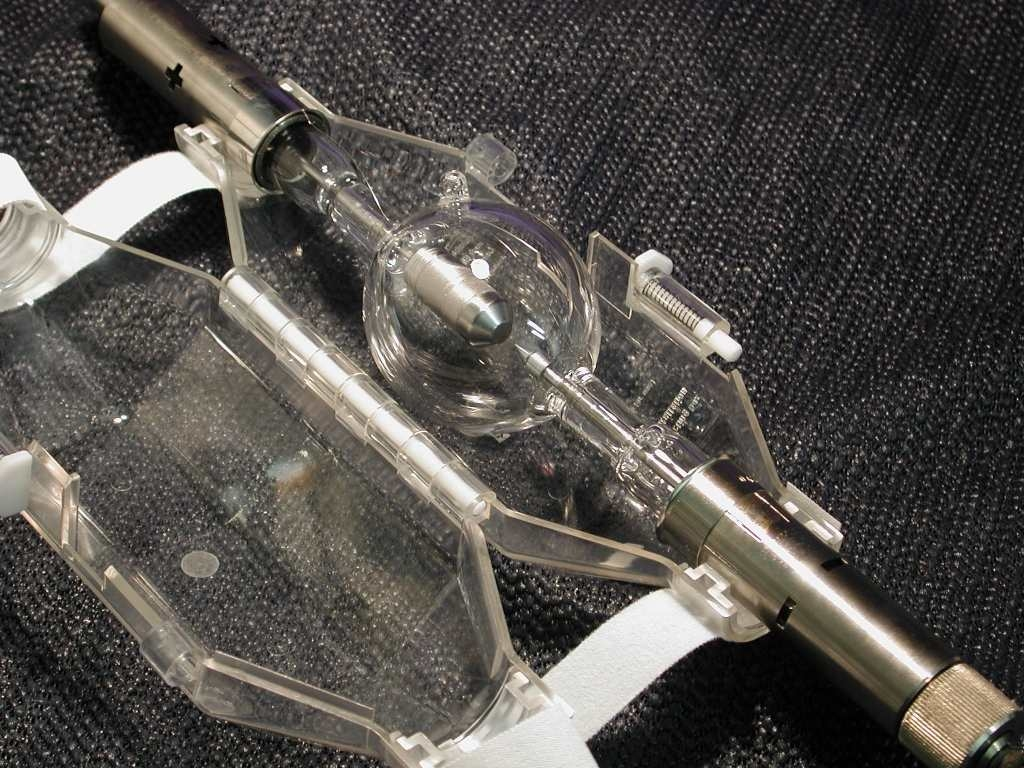
Xenonová výbojka v ochranném přepravním pouzdře

Xenonová výbojka je zdrojem silného světla o velkém světelném toku. Její využití je omezeno vysokým vnitřním přetlakem za provozu s možností exploze. Používá se tam, kde je možno okolí chránit dostatečně pevnou lampovou skříní.

## Uplatnění v kinech
Od 60. let 20. století (v Československu později) našla xenonka výrazné uplatnění, a to v kinech, jako zdroj světla promítačky. Postupně úplně vytlačila dřívější obloukové lampy s pohyblivými uhlíky, jež byly náročné na obsluhu a skýtaly horší kvalitu obrazu.
Předností xenonové výbojky je dlouhá životnost, až několik tisíc provozních hodin. Velkou výhodou je teplota chromatičnosti světla 5600–6000 K, tedy jako přirozené světlo.
Při běžném provozu kin (nikoli nepřetržitých multiplexů) má xenonka (slengový jazyk promítačů) životnost několik let. Ovšem při výměně je nutno dbát velkého nebezpečí kvůli hrozícímu výbuchu při nevhodné manipulaci (viz velký přetlak baňky výbojky). Oděv promítačů se v té době podobá oděvu pyrotechniků.

## Konstrukce
Baňka výbojky je z taveného křemene. Je naplněna xenonem pod tlakem 8–25 atmosfér. Při provozu tlak stoupá na 25–75 atm. Wolframové elektrody jsou pevně ukotveny. Zdrojem světla je oblouk mezi elektrodami. Zážeh oblouku obstarává impuls vysokého napětí o hodnotě až 60 000 voltů, který pomůže vytvořit ionizovanou cestu.
Obvyklá provozní poloha bývala svislá, v současné běžně i univerzální, nebo vodorovná. Při provozu ve svislé poloze je kladná elektroda vždy nahoře, záporná dole, rozměry oblouku jsou relativně malé. Zvláštností xenonových výbojek je velmi nízké napětí oblouku a vysoké proudové intenzity. Kromě kulových výbojek se používají i trubicové typy se středním provozním tlakem kolem 1 atmosféry, někdy extrémně výkonné (stovky kilowattů). Velmi často bývají chlazené vodou, obtékající je v souosé skleněné trubici. Velmi silné xenonové výbojky kulové mají (zhruba od 10 kW) elektrody zčásti chlazené vodou, která jimi protéká.
U xenonových výbojek pro použití na vědecké účely často nalezneme kombinaci xenon/rtuť (obohacuje se spektrum).